# Frazey Ford

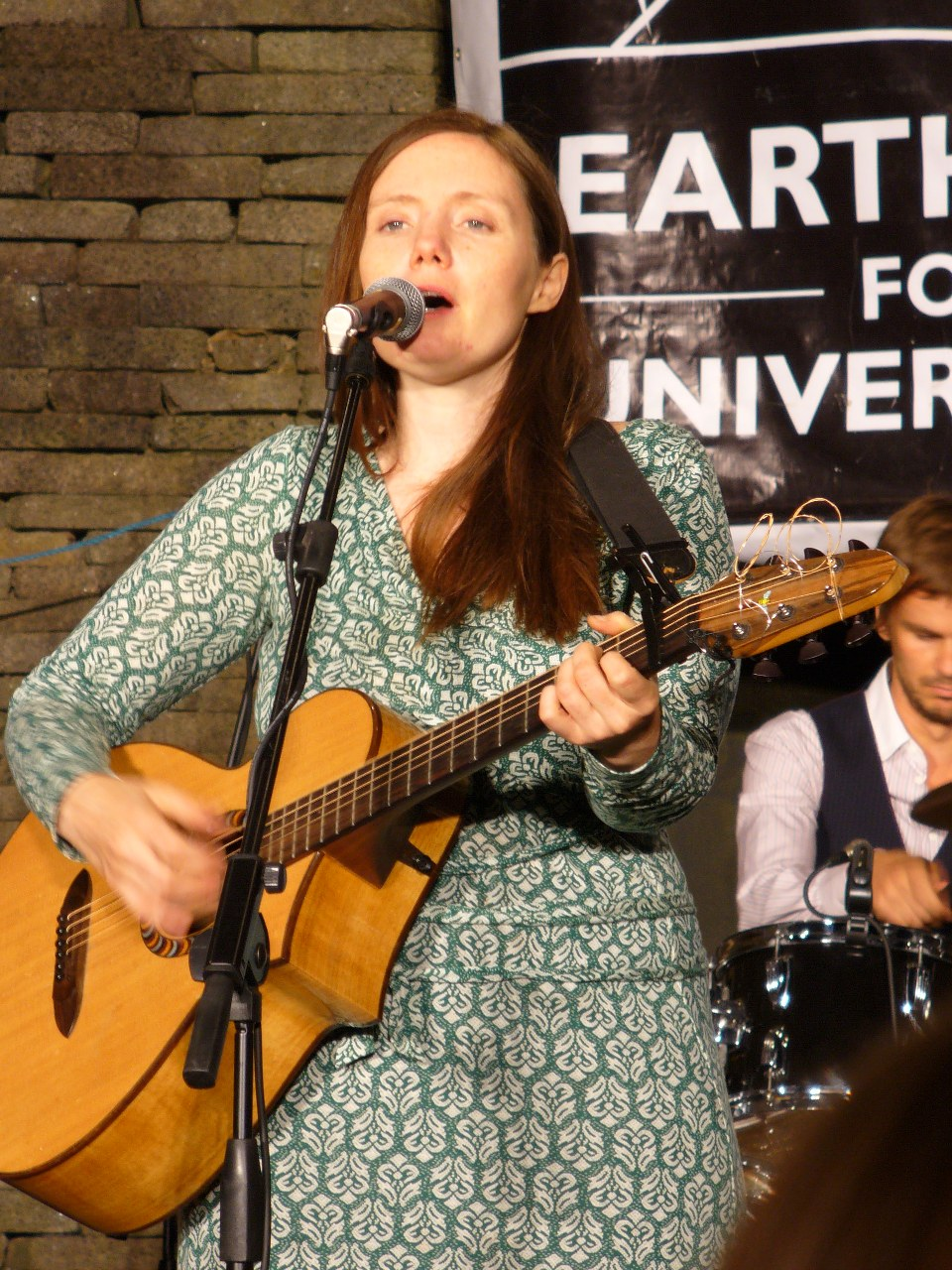
Frazey Ford mit der Band The Be Good Tanyas, 2006

Frazey Ford (* 11. Februar 1973) ist eine kanadische Singer-Songwriterin und Mitglied des Folk-Trios The Be Good Tanyas.

## Leben
Frazey Ford wurde in Kanada geboren, wohin ihre Eltern Anfang der 1970er Jahre emigrierten, um der Einberufung des Vaters  für den Vietnamkrieg durch die US-Armee zu entgehen.  Bevor sich die Familie in der Kootenays-Region der Provinz British Columbia niedergelassen hatte, lebte sie einige Jahre in Kommunen. Wie Ford in einem Interview verlauten ließ, verbrachte sie ihre Kindheit  in einer unkonventionellen Atmosphäre voll von „Poesie, Reisen und Bob Dylan“. Ford begann ihre musikalische Karriere in den 1990er Jahren, als sie ihre  späteren Bandkolleginnen von The Be Good Tanyas Sam Parton und Trish Klein in Nelson traf. Bald entdeckten die drei ihr gemeinsames Interesse an der Old-Time Music und zogen nach East Vancouver, wo sie sich zunächst gemeinsam als Hobbymusikerinnen versuchten. Während Parton und Klein eher Richtung klassischen Country und Folk  tendierten, fühlte Ford sich verstärkt  zu Soul hingezogen.

## Solokarriere
Als ihre Stammband 2008 beschlossen hatte, eine Auszeit zu nehmen, widmete sich Ford der Arbeit an ihrer Solokarriere. Im Jahre 2010 erschien das Debütalbum Obadiah. Die Bezeichnung der Platte ist als Bezug auf den Zweitnamen der Musikerin zu verstehen. Musikalisch ist die Veröffentlichung zwischen Folk, Soft Jazz und Soul angesiedelt. Mit klanglichen Referenzen an Al Green, Neil Young, Bob Dylan, Joni Mitchell, Ann Peebles, Donny Hathaway und Roberta Flack  versucht die Sängerin, eine Brücke zwischen folkigem Sound der 1970er Jahre, mit dem sie aufgewachsen ist und der immer Hauptthema von The Be Good Tanyas war, und ihrer anderen musikalischen Welt, „which is soul and gospel“, zu schlagen.

## Diskografie

### Alben
- 2010: Obadiah, Nettwerk (Soulfood)
- 2014: Indian Ocean, Nettwerk (Soulfood)[5]
- 2020: U Kin B the Sun, Arts & Crafts